# Людвик IV Легницкий
Людвик IV Легницкий (пол. Ludwik IV legnicki, нем. Ludwig IV von Liegnitz; 19 апреля 1616, Бжег — 24 ноября 1663, Легница) — князь Бжегский (1639—1654), Олавский (1639—1654), Волувский (1653—1654) и Легницкий (1653—1663).

## Биография
Представитель легницкой линии Силезских Пястов. Пятый сын князя Иоганна Кристиана Бжегского (1591—1639) от первого брака с Доротеей Сибиллой Бранденбургской (1590—1625), дочерью курфюрста Иоганна
Георга Бранденбургского. Братья — князья Георг III Бжегский и Кристиан Бжегский.
В 1639 году после смерти в изгнании своего отца Иоганна Кристиана Бжегского Людвик вместе с братьями Георгом III и Кристианом получил в совместное владение Бжегское княжество.
В 1653 году после смерти своего бездетного дяди, князя Георга Рудольфа Легницкого, братья Георг III, Людвик IV и Кристиан унаследовали Легницкое княжество. В 1654 году произошел раздел Легницко-Бжегского княжества между тремя братьями. Людвик IV получил во владение Легницу, Георг III — Бжег, а Кристиан — Волув и Олаву.
24 ноября 1663 года князь Людвик IV Легницкий скончался в Легнице. Он был похоронен 12 марта 1664 года в усыпальнице Силезских Пястов, расположенной в церкви Святого Иоанна Крестителя в Легнице.

## Семья
18 мая 1649 года князь Людвик IV Легницкий женился на Анне Софии (29 сентября 1628, Харцгероде — 10 февраля 1666, Проховице), старшей дочери Иоганна Альбрехта II, герцога Мекленбург-Гюстровского (1590—1636), и его третьей супрцги Элеоноры Марии Ангальт-Бернбургской (1600—1657). У супругов был один сын:
- Кристиан Альберт (7 ноября 1651 — 20 января 1652).

После смерти князя Людвига IV Легницкого, не оставившего после себя потомков, его владения унаследовали братья, князья Георг III Бжегский и Кристиан Волувский. В следующем 1664 году после смерти Георга III Кристиан объединил под своей властью всё Легницко-Бжегское княжество.